# Кортес, Мартин
Мартин Мигель Кортес (исп. Martín Miguel Cortés; родился 7 января 1983, Пунта-Альта) — аргентинский и чилийский футболист, полузащитник. За свою карьеру успел поиграть за клубы: «Ривер Плейт», «Монс», «Дефенсорес де Бельграно», «Ньюбленсе», «Пайсанду», «Курико Унидо», «Андес Тальерес», «Депортес Копьяпо» и «Универсидад де Консепсьон».

## Карьера
Родился 7 января 1983 года в городе Пунта-Альта. Начинал свою карьеру в аргентинском «Ривер Плейте», но не сыграв ни одного матча покинул клуб. Летом 2004 года Кортес перешёл в бельгийский клуб «Монс». 7 августа 2004 года дебютировал в основном составе «Монса», выйдя на замену в матче высшего дивизиона бельгийского чемпионата против «Синт-Трёйдена». 16 октября 2004 года в поединке против «Генка» Кортес забил свой первый гол за «Монс».
С 2005 по 2009 год играл в составе «Дефенсорес де Бельграно». Летом 2009 года Кортес присоединился к чилийскому клубу «Ньюбленсе». В начале 2011 года перешёл в клуб «Пайсанду», но уже через полгода покинул команду и перебрался в «Курико Унидо». Отыграл за команду следующий сезон своей игровой карьеры. В течение 2012—2014 годов защищал цвета клубов «Андес Тальерес» и «Депортес Копьяпо».
В 2014 году вернулся в «Курико Унидо», за который отыграл 7 сезонов, выиграв с клубом Примеру B, благодаря чему «Курико Унидо» смог выйти в высший дивизион Чили, а также стал рекордсменом клуба по количеству проведённых игр (242).
В 2021 году перешёл в «Универсидад де Консепсьон». 12 апреля 2021 года дебютировал за клуб в матче Примеры B против «Сантьяго Морнинг». 7 ноября 2021 года в матче против клуба «Артуро Фернандес Виаль» забил свой первый гол за новую команду.
В начале 2022 года во второй раз вернулся в «Курико Унидо».

## Достижения
- Победитель Примеры B: 2016/17